# Hiến pháp Nga (1906)
Hiến pháp Nga năm 1906 một bộ luật liên quan đến các nguyên tắc chung của hệ thống nhà nước của Đế quốc Nga, bao gồm các nguồn luật trước đây, hoạt động ở Nga từ ngày 23 tháng 4 năm 1906 đến ngày 1 tháng 9 (14), 1917.
Cơ bản pháp luật đầu tiên được hệ thống hóa theo hướng dẫn Mikhail Speransky và nhập vào Tập 1 của "Luật của Đế quốc Nga", xuất bản năm 1832 và được đưa vào hiệu lực vào năm 1833 Tuyên ngôn của Nga hoàng Nikolai I. Đối với công trình của mình trên Bộ luật, Mikhail Speransky đã được trao giải thưởng cao nhất của nhà nước - thứ tự của Thánh Andrew được gọi đầu tiên.
Ngày 23 tháng 4 năm 1906, Luật Cơ bản được sửa đổi liên quan đến ấn phẩm của Hoàng đế Nga Nikolai II vào ngày 6 tháng 8 năm 1905 của Tuyên ngôn về việc thành lập Duma Quốc gia, ngày 17 tháng 10 năm 1905 của Tuyên ngôn "Về việc cải thiện trật tự quốc gia" và ngày 20 tháng 2 năm 1906 của Tuyên ngôn về việc tổ chức lại Hội đồng Nhà nước. Như được sửa đổi vào ngày 23 tháng 4 năm 1906 Các luật cơ bản của tiểu bang đã trở thành thực tế, hiến pháp đầu tiên của Nga; chúng bao gồm hai phần, 17 chương và 223 bài viết.
Các luật cơ bản nhà nước năm 1906 được ban hành bởi Hoàng đế Nga và không bao giờ được người dân hoặc đại diện của nhân dân thông qua. Các luật cơ bản của tiểu bang năm 1906 đã ban tặng cho Duma Quốc gia với một số quyền hạn lập pháp. Họ thiếu một chương về chính quyền tự trị địa phương - các cơ quan chính quyền địa phương vẫn là cơ quan chính quyền địa phương, quyền hạn và quyền bầu cử trong cuộc bầu cử được xác định bởi điều khoản về các tổ chức zemstvo. Quyền bỏ phiếu trong cuộc bầu cử cho Duma Quốc gia được xác định bởi điều khoản về cuộc bầu cử, lần đầu tiên được công bố vào năm 1905, lần thứ hai vào năm 1907; vào năm 1917, việc cung cấp các cuộc bầu cử cho Hội đồng thành phần của Nga đã được ban hành.
Vào ngày 1 tháng 9 (14), năm 1917, Chính phủ Lâm thời tuyên bố Nga là một nước cộng hòa. Vào ngày 5 tháng 1 (18), 1918, Hội đồng thành phần cũng tuyên bố Nga là một nước cộng hòa.